# Dysdera flavitarsis
Dysdera flavitarsis es una especie de arañas araneomorfas de la familia Dysderidae.

## Distribución geográfica
Es endémica del norte de la península ibérica (España).